# Ronbergija
Ronbergija (lat. Ronnbergia), biljni rod iz porodice tamjanikovki, i potporodici Bromelioideae.
Ronbergijama pripada 20 vrsta vazdazelenih trajnica raširenih od Kostarike do Perua.

## Vrste
1. Ronnbergia aciculosa (Mez & Sodiro) Aguirre-Santoro
2. Ronnbergia allenii (L.B.Sm.) Aguirre-Santoro
3. Ronnbergia campanulata Gilmartin & H.Luther
4. Ronnbergia columbiana É.Morren
5. Ronnbergia deleonii L.B.Sm.
6. Ronnbergia drakeana (André) Aguirre-Santoro
7. Ronnbergia explodens L.B.Sm.
8. Ronnbergia fraseri (Baker) Aguirre-Santoro
9. Ronnbergia germinyana (Carrière) Aguirre-Santoro
10. Ronnbergia hathewayi L.B.Sm.
11. Ronnbergia involucrata (André) Aguirre-Santoro
12. Ronnbergia killipiana L.B.Sm.
13. Ronnbergia maidifolia Mez
14. Ronnbergia morreniana Linden & André
15. Ronnbergia subpetiolata (L.B.Sm.) Aguirre-Santoro
16. Ronnbergia tonduzii (Mez & Pittier) Aguirre-Santoro
17. Ronnbergia veitchii (Baker) Aguirre-Santoro
18. Ronnbergia viridispica (Aguirre-Santoro & Betancur) Aguirre-Santoro
19. Ronnbergia weberbaueri (Harms) Aguirre-Santoro
20. Ronnbergia wuelfinghoffii (E.Gross) Aguirre-Santoro